# Glen (Montan)
Glen ([gleːn]; italienisch Gleno) ist eine Fraktion der Gemeinde Montan in Südtirol. Die Ortschaft liegt auf der orographisch linken, östlichen Seite erhöht über dem Etschtal im Südtiroler Unterland bzw. nordseitig über dem davon abzweigenden Mühlental. Dort nimmt sie eine Hanglage oberhalb des Dorfs Pinzon und unterhalb des Cisloner Bergs ein. Glen besteht aus den Örtlichkeiten Unterglen und Oberglen.

## Name
Der Ortsname ist ersturkundlich 1296 als Gloeny und in weiterer Folge 1405 als Glen und 1429 als Glömi bezeugt und auf die lateinische Bezeichnung  colonia für „neugerodetes und -besiedeltes Land“ zurückzuführen.

## Geschichte
Vom späten 13. Jahrhundert an gehörte Glen als Teil des Viertels Montan zum ehemaligen Gericht Enn-Kaldiff. Im Jahr 1429 ist die Glener Dorfgemeinschaft (communitas de Gloen) als eigenständig handelnder Personenverband urkundlich bezeugt.
Um 1900 erwarb der italienische Nationalist Ettore Tolomei den örtlichen Thalerhof und baute ihn im römisch-antikisierenden Stil zu seinem Sommersitz aus. Von hier aus publizierte er ab 1906 die propagandistische Zeitschrift „Archivio per l'Alto Adige“, das die von Tolomei postulierte Romanität Südtirols beweisen und die (1919/20 erfolgte) Annexion an Italien publizistisch vorbereiten wollte.

## Sehenswürdigkeiten
Die Kapelle von Glen ist den Hll. Kosmas und Damian geweiht und wurde im 17. Jahrhundert mit seitlich versetzter Fassadenglockenmauer errichtet.
Die Trasse der 1917 eröffneten und 1963 eingestellten Fleimstalbahn führt durch Glen und fällt durch eine noch bestehende geschwungene Viaduktbrücke in behauenem Stein ins Auge; sie ist 73 m lang, erreicht eine Maximalhöhe von 22 m und dient heute als Fußwander- und Radweg.